# Daniel Elfadli
Daniel Elfadli (Leonberg, 6 april 1997) is een voetballer met zowel de Libisch als Duitse nationaliteit die doorgaans als verdedigende middenvelder speelt. In juli 2022 maakte hij namens 1. FC Magdeburg zijn debuut in het betaald voetbal in de 2. Bundesliga. Twee jaar later, in juli 2024, tekende hij een contract bij Hamburger SV. Eveneens in juli 2022 debuteerde hij voor het nationaal elftal van Libië.

## Clubloopbaan

### Jeugd
Elfadli begon zijn voetbalopleiding bij TSG Leonberg en vervolgde zijn jeugdcarrière via TSV Eltingen naar de E-junioren van SKV Rutesheim. In 2015 stroomde hij door naar de seniorenselectie van diezelfde club.

### Amateurs/Oberliga
Op 19-jarige leeftijd debuteerde Elfadli in het eerste elftal van SKV Rutesheim, dat uitkwam in de Verbandsliga Württemberg, het zesde niveau van Duitsland. Na één seizoen maakte hij de overstap naar SSV Reutlingen, een club uit de Oberliga Baden-Württemberg. In mei 2018 ondertekende hij daar op 21-jarige leeftijd een tweejarig contract. Na het uitdienen van zijn contract vervolgde hij zijn loopbaan bij FC Nöttingen, eveneens actief in de Oberliga. Na één seizoen verruilde hij de Oberliga voor de Regionalliga, waar hij ging spelen voor VfR Aalen.

### VfR Aalen
Na een succesvolle proefperiode tekende Elfadli op 30 juni 2021 een eenjarig contract bij VfR Aalen. Op 23 juli maakte hij zijn debuut in de eerste ronde van de Württembergpokal, in een met 1–2 gewonnen uitwedstrijd tegen 1. Göppinger SV. Enkele weken later volgde zijn competitiedebuut in de Regionalliga Südwest, in een uitwedstrijd tegen het tweede elftal van FSV Mainz 05. Gedurende het seizoen was hij een vaste basisspeler; alleen aan het einde van het seizoen moest hij enkele wedstrijden missen vanwege een neusbreuk. In totaal kwam hij tot 31 wedstrijden, waarna hij de club verliet voor een transfer naar 1. FC Magdeburg, dat net was gepromoveerd naar de 2. Bundesliga.

### 1. FC Magdeburg
In juni 2022 tekende Elfadli een contract van onbekende duur bij 1. FC Magdeburg. Op 16 juli maakte hij zijn debuut in de 2. Bundesliga tijdens een thuiswedstrijd tegen Fortuna Düsseldorf. In het met 1–2 verloren duel in de MDCC-Arena viel hij in de 83e minuut in voor Tatsuya Ito. In de eerste seizoenshelft had hij moeite om een vaste basisplaats te veroveren. Op 15 oktober, tijdens de twaalfde speelronde, startte hij voor het eerst in de basis in de thuiswedstrijd tegen Eintracht Braunschweig. Vanaf dat moment was hij een vaste waarde in het elftal van trainer Christian Titz. Op 5 februari 2023 maakte hij zijn eerste doelpunt voor Magdeburg; in de met 1–1 gelijkgespeelde thuiswedstrijd tegen Karlsruher SC scoorde hij in de 94e minuut de gelijkmaker. In zijn tweede seizoen (2023/24) bleef hij basisspeler en verlengde hij in januari 2023 zijn contract voortijdig. Tijdens dat seizoen werd hij tweemaal van het veld gestuurd: eerst met een directe rode kaart in de uitwedstrijd tegen Hamburger SV, en enkele weken later met twee gele kaarten in het duel met Eintracht Braunschweig.  Aan het einde van het seizoen maakte hij na 56 officiële wedstrijden de overstap naar Hamburger SV.

### Hamburger SV
In de zomer van 2024 tekende Elfadli een contract van onbekende duur bij Hamburger SV. Op 2 augustus maakte hij zijn debuut voor de Noord-Duitse club in de openingswedstrijd van het seizoen 2024/25, een met 1–2 gewonnen uitwedstrijd tegen 1. FC Köln. In het RheinEnergieStadion stond hij direct in de basis, een beslissing van hoofdtrainer Steffen Baumgart. Op 31 augustus, tijdens de vierde speelronde, maakte Elfadli zijn eerste doelpunt voor Die Rothosen. In de met 4–1 gewonnen thuiswedstrijd tegen Preußen Münster tekende hij in het Volksparkstadion voor de 2–0, na een hoekschop van Miro Muheim. Gedurende de eerste seizoenshelft had Elfadli een vaste plek als verdedigende middenvelder en kwam hij regelmatig in de plannen van trainer Baumgart voor. Ook na diens ontslag en de aanstelling van opvolger Merlin Polzin behield hij zijn basisplaats en verdrong zelfs aanvoerder Sebastian Schonlau naar de reservebank.  Alleen vanwege twee schorsingen moest hij tijdelijk ontbreken. Elfadli speelde daarmee een belangrijke rol in het seizoen waarin Hamburger SV als tweede eindigde en, na 2.555 dagen, promoveerde naar de Bundesliga.
In de zomer van 2025 vlak voor de start van het seizoen 2025/26 werd zijn contract vroegtijdig tot 2028 verlengd.

## Clubstatistieken
| Seizoen                    | Club            | Competitie                 | Competitie | Competitie | Beker | Beker | Internationaal | Internationaal | Overig | Overig | Totaal | Totaal |
| Seizoen                    | Club            | Competitie                 | Wed.       | Dlp.       | Wed.  | Dlp.  | Wed.           | Dlp.           | Wed.   | Dlp.   | Wed.   | Dlp.   |
| -------------------------- | --------------- | -------------------------- | ---------- | ---------- | ----- | ----- | -------------- | -------------- | ------ | ------ | ------ | ------ |
| 2017/18                    | SKV Rutesheim   | Verbandsliga Württemberg   | 27         | 3          | 2     | 0     | –              | –              | –      | –      | 29     | 3      |
| 2018/19                    | SSV Reutlingen  | Oberliga Baden-Württemberg | 27         | 1          | 4     | 1     | –              | –              | –      | –      | 31     | 2      |
| 2019/20                    | SSV Reutlingen  | Oberliga Baden-Württemberg | 20         | 1          | 3     | 1     | –              | –              | –      | –      | 23     | 2      |
| 2020/21                    | FC Nöttingen    | Oberliga Baden-Württemberg | 11         | 0          | 2     | 0     | –              | –              | –      | –      | 13     | 0      |
| 2021/22                    | VfR Aalen       | Regionalliga Südwest       | 28         | 0          | 3     | 0     | –              | –              | –      | –      | 31     | 0      |
| 2022/23                    | 1. FC Magdeburg | 2. Bundesliga              | 26         | 3          | 1     | 0     | –              | –              | –      | –      | 27     | 3      |
| 2023/24                    | 1. FC Magdeburg | 2. Bundesliga              | 27         | 0          | 2     | 0     | –              | –              | –      | –      | 29     | 0      |
| 2024/25                    | Hamburger SV    | 2. Bundesliga              | 31         | 3          | 1     | 0     | –              | –              | –      | –      | 32     | 3      |
| 2025/26                    | Hamburger SV    | Bundesliga                 | 0          | 0          | 0     | 0     | –              | –              | 0      | 0      | 0      | 0      |
| Carrière totaal            | Carrière totaal | Carrière totaal            | 197        | 11         | 18    | 2     | –              | –              | –      | –      | 215    | 13     |
| Bijgewerkt tot 31 mei 2025 |                 |                            |            |            |       |       |                |                |        |        |        |        |

## Interlandloopbaan
Op 21 september 2021 maakte Elfadli zijn debuut voor het Libisch nationale elftal onder bondscoach Corentin Martins, in een met 1–0 gewonnen oefeninterland tegen Oeganda. Hij viel in de 63e minuut in voor Suhaib Shafshuf. In zijn derde interland, een thuiswedstrijd tegen Niger, maakte hij zijn eerste doelpunt voor Libië door het derde en beslissende doelpunt te scoren in de met 3–2 gewonnen wedstrijd. Na het vertrek van bondscoach Martins werd Elfadli geruime tijd niet opgeroepen voor het nationale team. Pas in januari 2024 keerde hij terug in de selectie, ditmaal onder de nieuwe bondscoach Milutin Sredojevic. Hij werd opgenomen voor twee oefenwedstrijden tegen Indonesië, waarin hij beide keren in actie kwam.
| Interlands van Daniel Elfadli voor Libië | Interlands van Daniel Elfadli voor Libië | Interlands van Daniel Elfadli voor Libië | Interlands van Daniel Elfadli voor Libië | Interlands van Daniel Elfadli voor Libië | Interlands van Daniel Elfadli voor Libië |
| №                                        | Datum                                    | Wedstrijd                                | Uitslag                                  | Soort Wedstrijd                          | Doelpunten                               |
| ---------------------------------------- | ---------------------------------------- | ---------------------------------------- | ---------------------------------------- | ---------------------------------------- | ---------------------------------------- |
| 1.                                       | 21 september 2021                        | Libië – Oeganda                          | 1 – 0                                    | Vriendschappelijk                        |                                          |
| 2.                                       | 27 september 2021                        | Libië – Tanzania                         | 2 – 1                                    | Vriendschappelijk                        |                                          |
| 3.                                       | 17 november 2022                         | Libië – Niger                            | 3 – 2                                    | Vriendschappelijk                        | Goal                                     |
| 4.                                       | 2 januari 2024                           | Indonesië – Libië                        | 0 – 4                                    | Vriendschappelijk                        |                                          |
| 5.                                       | 5 januari 2024                           | Indonesië – Libië                        | 1 – 2                                    | Vriendschappelijk                        |                                          |
| Bijgewerkt tot 13 juli 2024              |                                          |                                          |                                          |                                          |                                          |

## Persoonlijk
Elfadli is geboren en getogen in Leonberg als zoon van een Duitse moeder en een Libische vader.